# Felix Zimmermann (Schriftsteller)
Emil Felix Zimmermann (* 7. März 1874 in Löbau; † 28. März 1946 in Dresden) war ein deutscher Schriftsteller, Journalist und Kunstkritiker.

## Leben

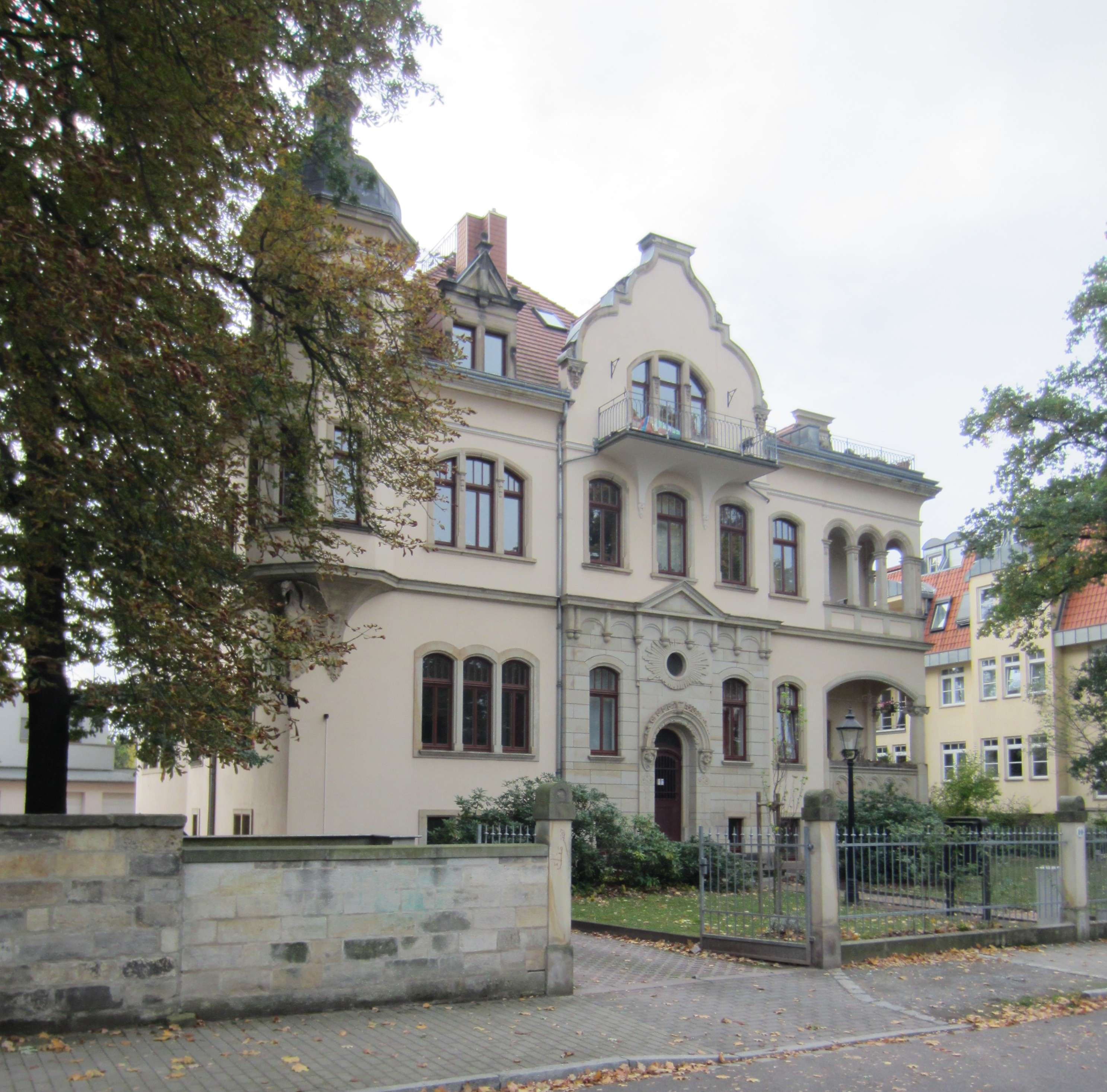
Mendelsohnallee 10 – letzter Wohnsitz von Felix Zimmermann in Dresden

Nach dem Schulbesuch studierte er und promovierte zum Dr. phil. Seit dem 1. Januar 1915 gehörte er der Schriftleitung der Dresdner Nachrichten an, wo er verantwortlicher Leiter des Kunstteils wurde. Bevor er sich dem Journalismus zuwandte, war er ab 1913 als freier Schriftsteller, Dramaturg, artistischer Direktionsbeirat und Spielleiter am Albert-Theater in Dresden tätig, das ab 1913 unter Leitung von Maxime René stand. Daneben war er für fast 20 Jahre Vorsitzender des „Literarischen Vereins“ in Dresden. In seiner langen Zeit als Kunstbetrachter hat er sich vorrangig auf den Gebieten des Schauspiels und der bildenden Kunst betätigt und rund 2000 Theaterberichte verfasst. Daneben schrieb er auch für den Rundfunk und hatte seit 1924 mehrere Autorenauftritte im Rundfunk. Zuletzt lebte er in der Mendelsohnallee 10 im Dresdner Stadtteil Blasewitz.

## Schriften (Auswahl)

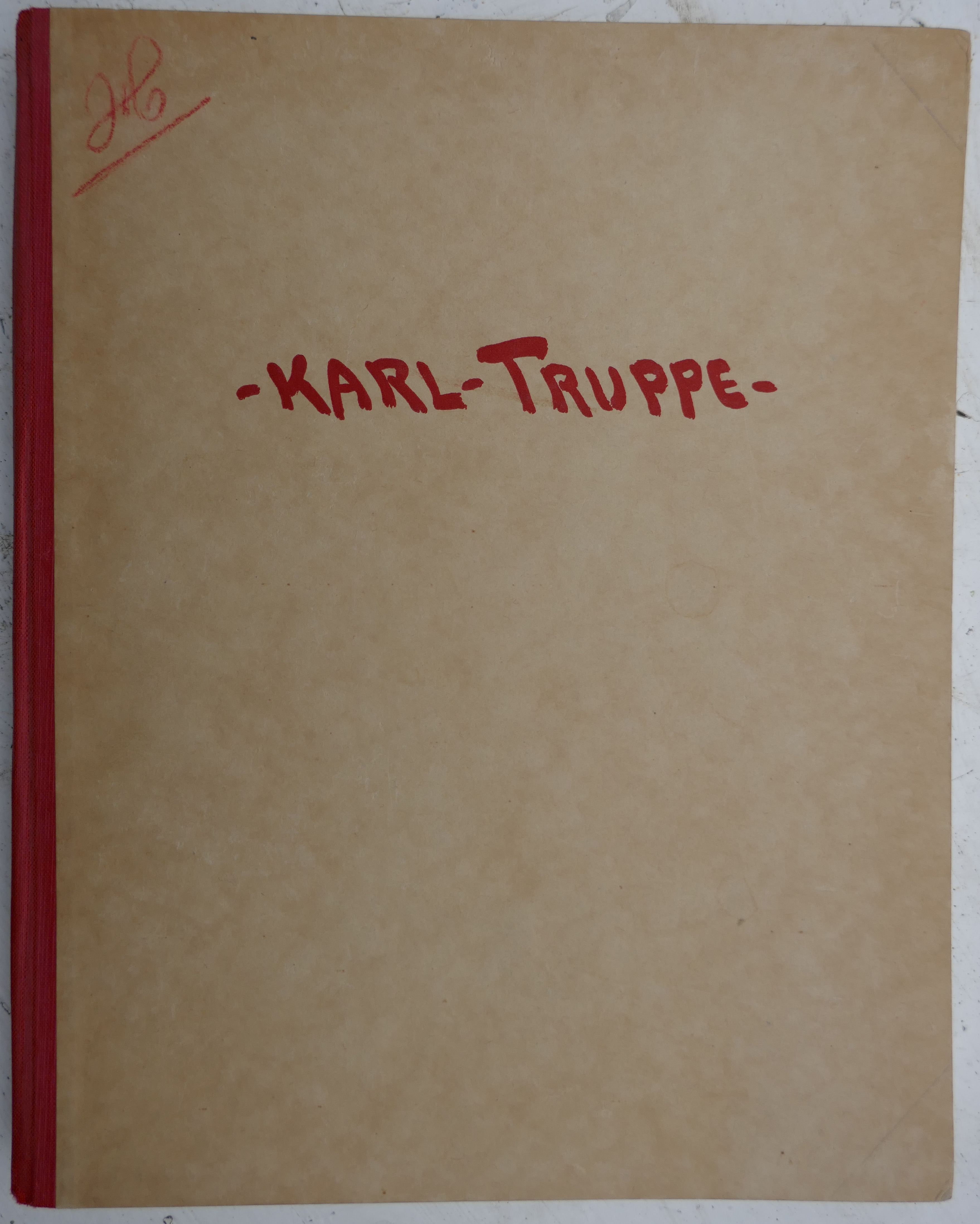
Karl Truppe, von Felix Zimmermann, Wien 1942

- Der Dramatiker Otto Erler. Böhlau, Weimar 1944.
- Karl Truppe, sein Werden und Schaffen. Verl. R. H. Hammer, Wien 1942.
- Ein großer Menschengestalter. Zum 80. Geburtstag von Professor Adolf Müller. In: Dresdner Nachrichten (1942), Nr. 217, S. 2.
- (Mitautor): Gedächtnis-Ausstellung Ludolf Verworner, 14. Juni–25. Juli 1928. Leipziger Kunstverein, Leipzig 1928.
- Sascha Schneider. Verlag der Schönheit, Dresden [1924].
- Dresdens Rolle in der modernen Malerei. In: Dresden. Das Buch der Stadt. 1924, S. 106
- Neues Leben aus Klopstock. Sibyllen-Verlag, Dresden 1922.
- (Mitautor): Gedenkbuch des Literarischen Vereins zu Dresden zur Feier seines 50jährigen Bestehens. Dresden 1913.
- Sprache als Wörtermusik. 1907.
- Beethoven und Klinger. 1906.